# Хроніка єреванських днів
«Хроніка єреванських днів» — радянський художній фільм Фрунзе Довлатяна, знятий на кіностудії «Вірменфільм» в 1972 році.

## Сюжет
Розповідь про архіваріуса Армена Абрамяна. Невгамовний і небайдужий до чужої біди і чужих проблем, він завжди відчуває зв'язок між теперішнім і минулим…

## У ролях
- Хорен Абрамян — Армен
- Джульєтта Авакян — Анаїт
- Армен Айвазян — Рубен
- Леонард Саркісов — Карен, хірург
- Гурген Джанібекян — Сумбатян
- Єлизавета Худабашян — незнайомка
- Рубен Мартиросян — вітчим
- Лаура Вартанян — епізод
- Х. Асмаров — епізод
- Рафаель Бабаян — епізод
- Микола Геворкян — епізод
- Аветік Джрагацпанян — епізод
- Рубен Мкртчян — епізод
- А. Рстакян — епізод
- Григорій Симонян — епізод
- Артур Саакян — епізод
- Гоарина Трдатян-Нжде — епізод
- Саркіс Чрчян — епізод
- Майра Паронікян — епізод

## Знімальна група
- Режисери — Фрунзе Довлатян, Яков Іскударян
- Сценаристи — Фрунзе Довлатян, Перч Зейтунцян
- Оператор — Альберт Явурян
- Композитор — Авет Тертерян
- Художник — Рафаель Бабаян